# Handelshögskolan vid Örebro universitet

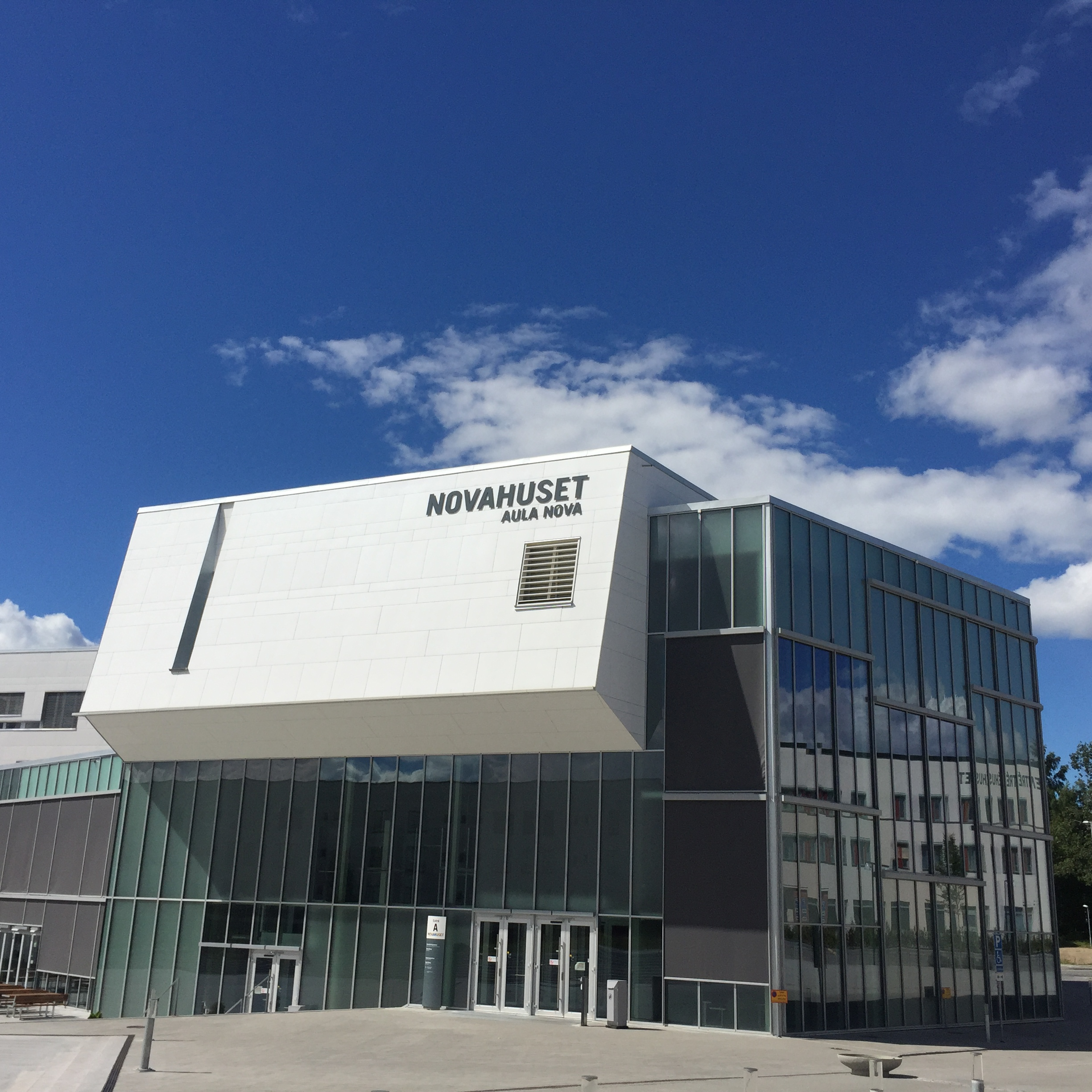
Handelshögskolans huvudbyggnad Novahuset. Fastighetsägare är Örebroporten Fastigheter AB.

Handelshögskolan vid Örebro universitet är en institution vid Örebro universitet som bildades 2008 och består av fyra ämnen: företagsekonomi, informatik, nationalekonomi och statistik. Utbildningar inom handelshögskolans ämnesområden har dock funnits i Örebro sedan slutet av 1960-talet, till en början i samarbete med Uppsala universitet.

## Utbildning
Handelshögskolan ger ett 100-tal fristående kurser per år samt fyra kandidatprogram på grundnivå: civilekonomprogrammet, ekonomiprogrammet, statistikerprogrammet, och systemvetenskapliga programmet. Utöver det ges fem masterprogram på avancerad nivå: masterprogram i företagsekonomi, masterprogram i finansiell ekonomi, masterprogram i informatik, masterprogram i nationalekonomi och masterprogram i statistik. De tre sistnämnda programmen är internationella masterprogram. Det finns ungefär 3900 aktiva studenter och drygt 100 anställda – 15 professorer, 15 docenter, 30 lektorer, 10 adjunkter, 10 administratörer och omkring 30 anställda forskare, amanuenser och doktorander. Det totala antalet inskrivna doktorander är 50.

## Forskning
Forskningen vid Handelshögskolan är i huvudsak grupperade i dess fyra ämnen. Forskning bedrivs främst inom följande områden: internationell ekonomi, offentlig ekonomi, ekonometri, statistik, eGovernment, ICT för lärande och utveckling, informationssäkerhet, systemutveckling, styrning av organisationer, företagsetik och hållbarhetsfrågor samt forskning i skärningsytan mellan marknadsföring och entreprenörskap.

## Samverkan
Handelshögskolan samverkar med företag och organisationer inom flera olika områden. Inom utbildningen sker samarbete genom examensarbeten, praktik, mentorskap, gästföreläsningar, studiebesök och rekryteringsmässor. Inom forskningen sker samarbete genom gemensamma forskningsprojekt, delade tjänster samt finansiering av professorer och doktorander. Handelshögskolans Advisory board är ett rådgivande organ med uppgift att utveckla samverkansuppgiften men även vara referensgrupp för forskning och utbildning. Ledamöter är ett tiotal externa nyckelpersoner med stora kontaktnät i näringsliv och offentlig sektor. Därutöver finns Handelshögskolans ledning samt enhetschefer och ämnesansvariga professorer representerade.